# 192439 Cílek
192439 Cílek è un asteroide della fascia principale. Scoperto nel 1997, presenta un'orbita caratterizzata da un semiasse maggiore pari a 2,4133582 UA e da un'eccentricità di 0,2032486, inclinata di 1,58135° rispetto all'eclittica.